# Bipirámide hexagonal elongada
En geometría, la bipirámide hexagonal alargada se construye alargando una bipirámide hexagonal (insertando un prisma hexagonal entre sus mitades congruentes).

## Poliedros relacionados
Este poliedro pertenece a la familia de las bipirámides elongadas, cuyos tres primeros miembros pueden ser sólidos de Johnson: la bipirámide triangular elongada (J14), la bipirámide cuadrada elongada (J15) y la bipirámide pentagonal elongada (J16). La forma hexagonal puede construirse con todas las caras regulares, pero no es un sólido de Johnson debido a que dos grupos de 6 triángulos equiláteros son coplanarios, y forman dos hexágonos regulares.

## En otras disciplinas
- Un cristal de cuarzo es un ejemplo de bipirámide hexagonal elongada. Debido a que tiene 18 caras, se le puede llamar octadecaedro. Otras sustancias químicas también tienen esta forma.[1]
- La proyección ortogonal desde una primera arista de un 24-celdas es una bipirámide hexagonal alargada.
- Se utiliza como forma del caramelo Fruit Gushers.
- También se emplea como patrón en varias ramas de la teoría de grafos tridimensional.